# Vyacheslav Podberyozkin
Bản mẫu:Eastern Slavic name
Vyacheslav Mikhailovich Podberyozkin (tiếng Nga: Вячеслав Михайлович Подберёзкин; sinh ngày 21 tháng 6 năm 1992) là một cầu thủ bóng đá người Nga. Anh chơi ở vị trí an tiền vệ tấn công hay tiền vệ chạy cánh phải cho F.K. Rubin Kazan.

## Sự nghiệp câu lạc bộ
Anh ra mắt tại Giải bóng đá ngoại hạng Nga cho F.K. Lokomotiv Moskva vào ngày 22 tháng 4 năm 2012 trong trận đấu với F.K. Rubin Kazan.
Podberyozkin ký hợp đồng với Krasnodar vào ngày 31 tháng 12 năm 2015.
Ngày 5 tháng 1 năm 2018 anh gia nhập F.K. Rubin Kazan theo dạng cho mượn.
Vào ngày 29 tháng 5 năm 2018 anh chuyển đến Rubin vĩnh viễn, ký hợp đồng 3 năm.

## Thống kê sự nghiệp

### Câu lạc bộ
Tính đến 13 tháng 5 năm 2018
| Câu lạc bộ              | Mùa giải            | Giải vô địch                | Giải vô địch | Giải vô địch | Cúp     | Cúp       | Châu lục | Châu lục  | Tổng cộng | Tổng cộng |
| Câu lạc bộ              | Mùa giải            | Hạng đấu                    | Số trận      | Bàn thắng    | Số trận | Bàn thắng | Số trận  | Bàn thắng | Số trận   | Bàn thắng |
| ----------------------- | ------------------- | --------------------------- | ------------ | ------------ | ------- | --------- | -------- | --------- | --------- | --------- |
| F.K. Lokomotiv Moskva   | 2011–12             | Giải bóng đá ngoại hạng Nga | 1            | 0            | 0       | 0         | 0        | 0         | 1         | 0         |
| F.K. Lokomotiv Moskva   | 2012–13             | Giải bóng đá ngoại hạng Nga | 1            | 0            | 1       | 0         | –        | –         | 2         | 0         |
| F.K. Lokomotiv Moskva   | Tổng cộng           | Tổng cộng                   | 2            | 0            | 1       | 0         | 0        | 0         | 3         | 0         |
| F.K. Lokomotiv-2 Moskva | 2013–14             | PFL                         | 16           | 0            | 1       | 0         | –        | –         | 17        | 0         |
| F.K. Khimki             | 2013–14             | PFL                         | 9            | 2            | –       | –         | –        | –         | 9         | 2         |
| FC Ural Yekaterinburg   | 2014–15             | Giải bóng đá ngoại hạng Nga | 20           | 0            | 0       | 0         | –        | –         | 20        | 0         |
| FC Ural Yekaterinburg   | 2015–16             | Giải bóng đá ngoại hạng Nga | 13           | 2            | 1       | 1         | –        | –         | 14        | 3         |
| FC Ural Yekaterinburg   | Tổng cộng           | Tổng cộng                   | 33           | 2            | 1       | 1         | 0        | 0         | 34        | 3         |
| F.K. Krasnodar          | 2015–16             | Giải bóng đá ngoại hạng Nga | 8            | 1            | 0       | 0         | 0        | 0         | 8         | 1         |
| F.K. Krasnodar          | 2016–17             | Giải bóng đá ngoại hạng Nga | 14           | 0            | 2       | 0         | 9        | 0         | 25        | 0         |
| F.K. Krasnodar          | 2017–18             | Giải bóng đá ngoại hạng Nga | 10           | 0            | 1       | 0         | 0        | 0         | 11        | 0         |
| F.K. Krasnodar          | Tổng cộng           | Tổng cộng                   | 32           | 1            | 3       | 0         | 9        | 0         | 44        | 1         |
| F.K. Rubin Kazan        | 2017–18             | Giải bóng đá ngoại hạng Nga | 7            | 1            | –       | –         | –        | –         | 7         | 1         |
| Tổng cộng sự nghiệp     | Tổng cộng sự nghiệp | Tổng cộng sự nghiệp         | 99           | 6            | 6       | 1         | 9        | 0         | 114       | 7         |